# ألان كروفورد
ألان كروفورد (30 أكتوبر 1953 في المملكة المتحدة - ) (بالإنجليزية: Alan Crawford)‏ هو لاعب كرة قدم بريطاني في مركز جناح. لعب مع نادي إكزتر سيتي ونادي بريستول سيتي ونادي تشيسترفيلد ونادي روذرهام يونايتد ونادي مانسفيلد تاون ونادي باث سيتي.